# Туризм в Севастополе
Туризм в Севастополе — часть туризма в Крыму на территории города Севастополя, а также населённых пунктов входящих в состав города (Большого Севастополя). История Севастополя и ряд факторов определили город как центр военно-исторического туризма, однако город имеет ресурсы для развития рекреационного, экологического, винного и других видов туризма.
Территория «Большого Севастополя» протянулась от мыса Сарыч до мыса Лукулл и включает территорию Байдарской, Варнутской и Узунджинской долин, Гераклейский полуостров, около 162 километров побережий. Площадь составляет около 107,96 тысяч гектар, примерно треть из которых занята городской территорией Севастополя и городов-спутников, примерно треть занята сельскохозяйственными угодьями, примерно треть занята лесами (37 тыс.га).
На этой территории представлены практически все физико-географические районы Крыма. От Балаклавских высот через мыс Айя, бухту Ласпи и до Фороса представлен субтропический (субсредиземноморский) климат Южного берега Крыма, а также ландшафты Южного и Северного макросклонов Главной гряды Крымских гор. На Северной стороне, в районе Качи и на мысе Лукулл представлены предгорье и степной пояс. На территории «Большого Севастополя» расположены крупнейшие в Крыму государственные ландшафтные заказники «Байдарский» и «мыс Айя», а также 9 объектов с природоохранным статусом. В их числе крупнейшие в Крыму массивы высокоможжевеловых лесов и сосны Станкевича. Примерно треть территории суши и аквальных ландшафтов являются природным наследием города.

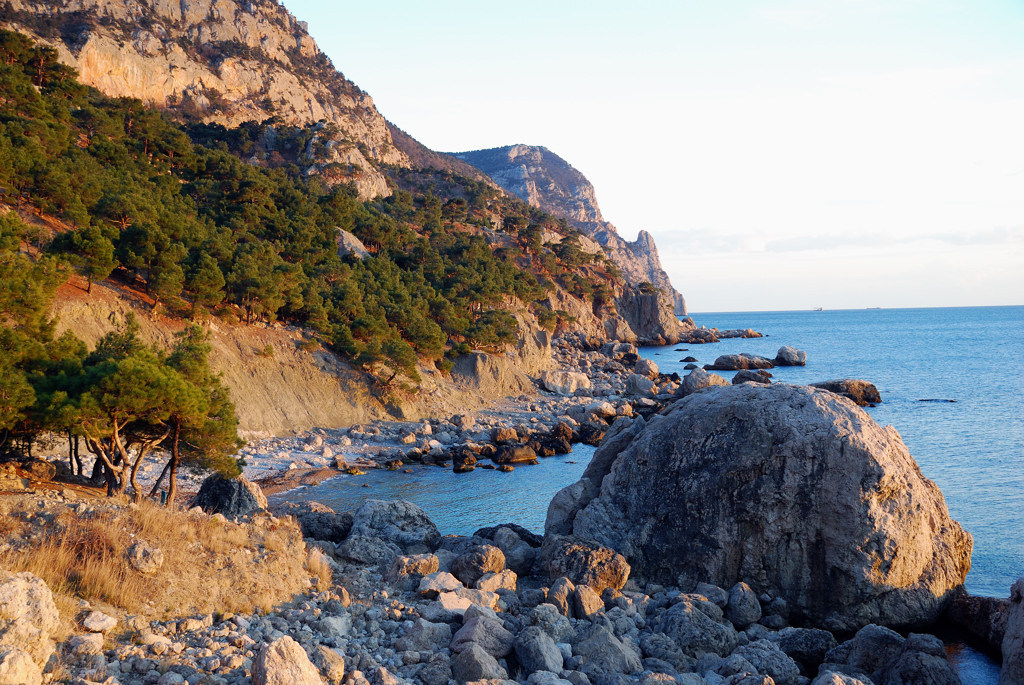
Вид на мыс Айя
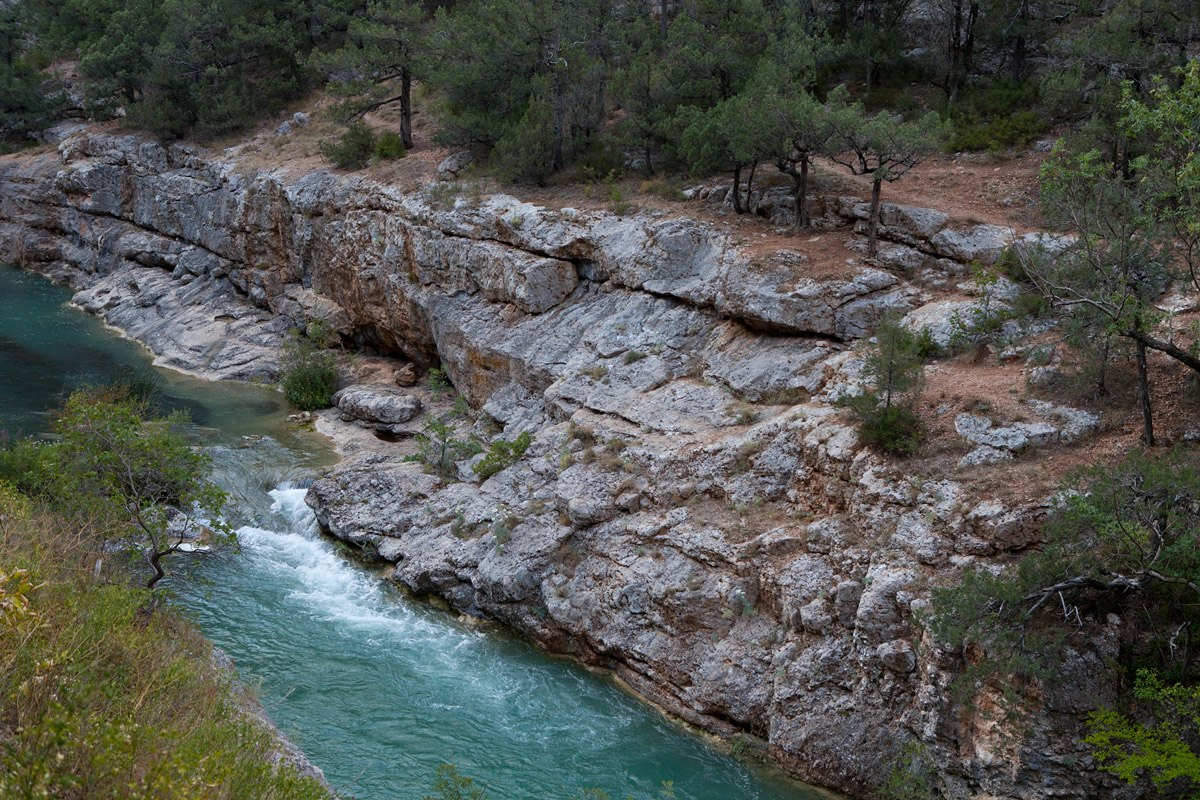
Чернореченский каньон в Байдарском заказнике
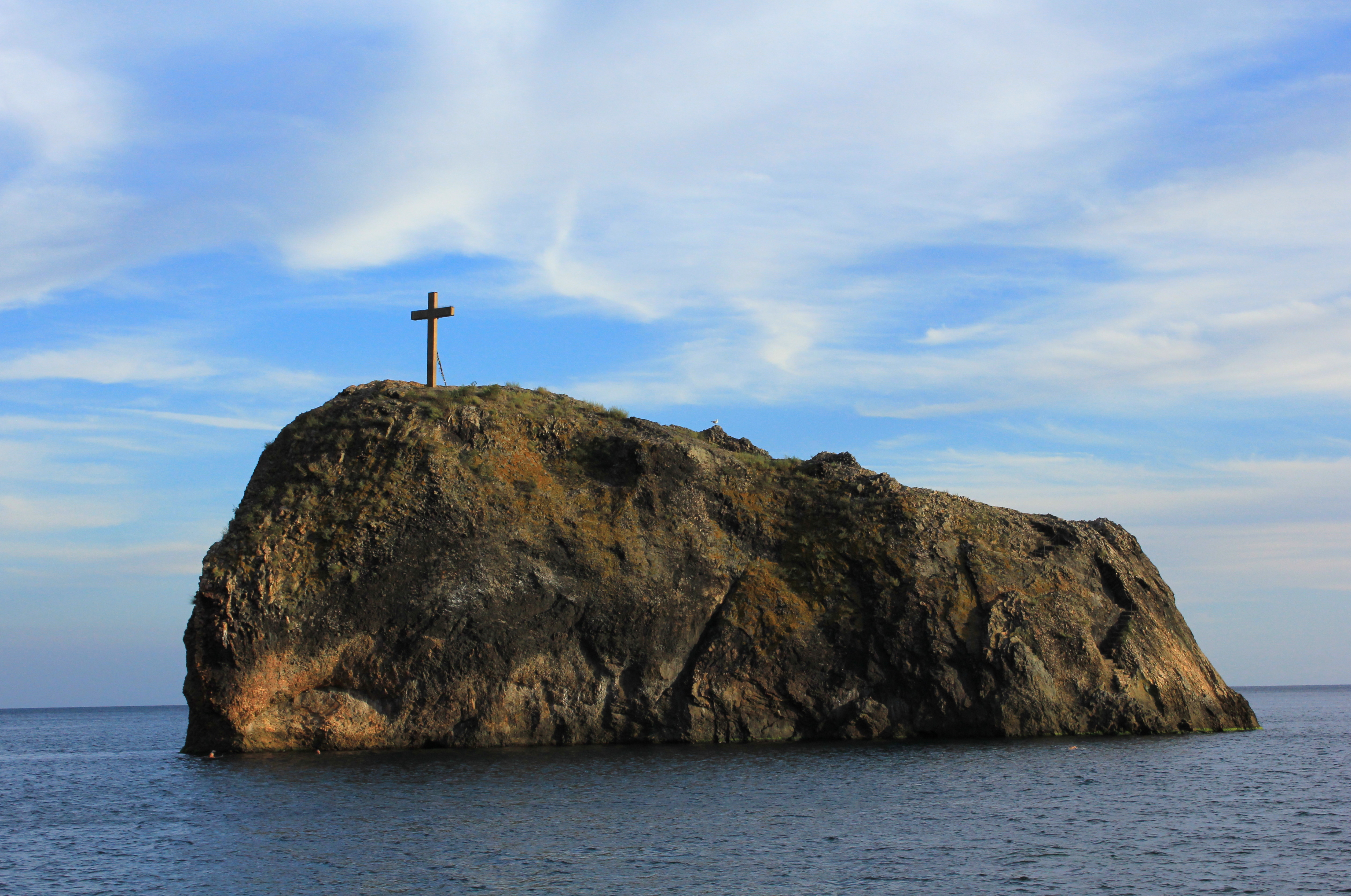
Скала святого Георгия на мысе Фиолент
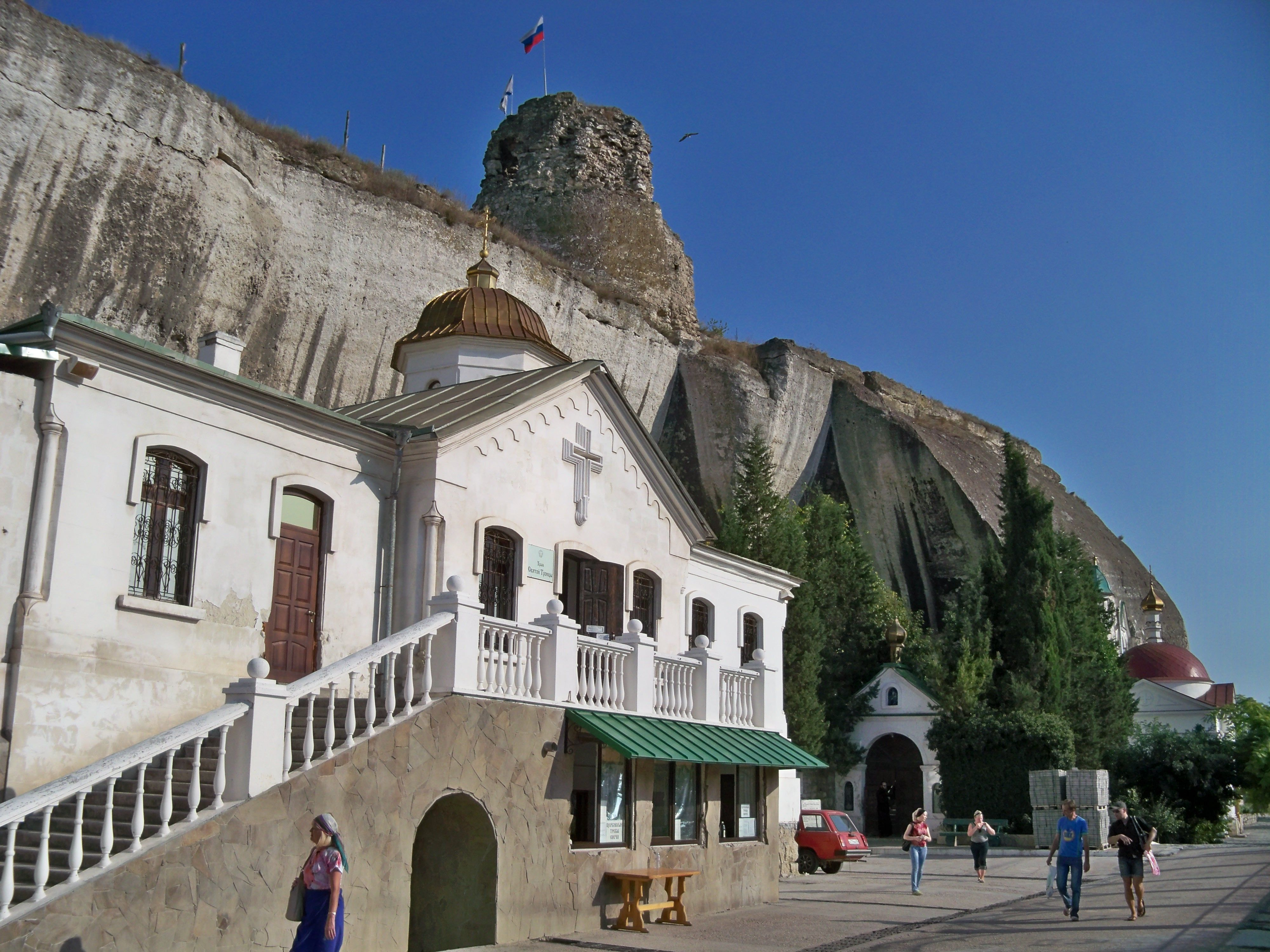
Инкерманский Свято-Климентовский мужской пещерный монастырь и остатки средневековой византийской крепости Каламита

## История туризма в Севастополе

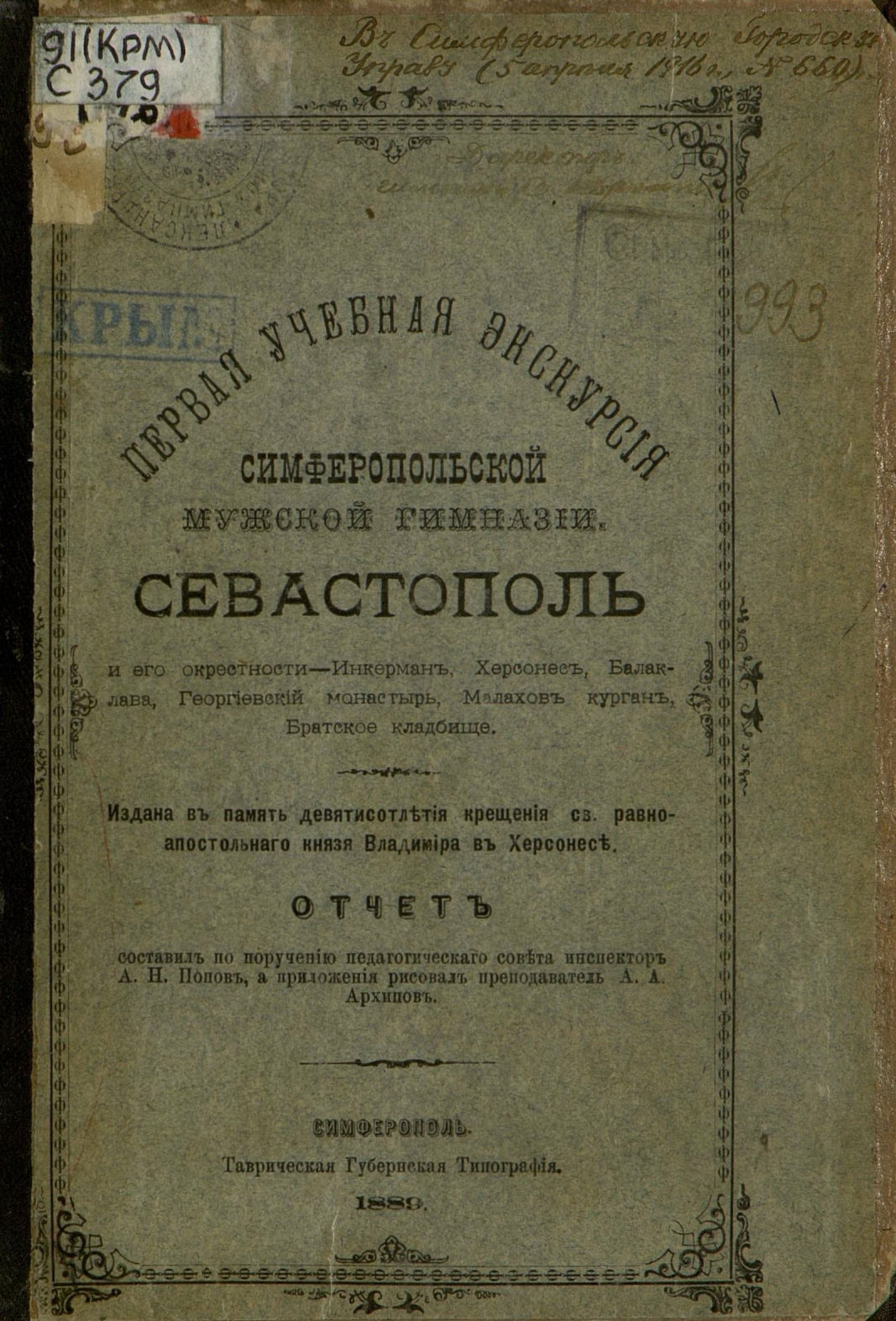
Первая учебная экскурсия Симферопольской мужской гимназии. Севастополь и его окрестности — Инкерман, Херсонес, Балаклава, Георгиевский монастырь, Малахов курган, Братское кладбище; Издана в память девятисотлетия крещения св. равноапостольнаго князя Владимира в Херсонесе

Богатое военное историческое наследие города обусловило развитие военно-исторического туризма в городе. Героико-патриотическая тема являлась основной для туристского посещения Севастополя в дореволюционный, советский и постсоветский период.
После героической обороны Севастополя 1854—1855 годов город начиная со второй половины XIX века стал одним из самых популярных объектов для экскурсий патриотической направленности. Изначально посещения носили стихийный характер, но со временем стал более организованным. В 1886 году организованная группа экскурсантов из Симферопольской мужской казённой гимназии посетила город. Педагоги гимназии подготовили для гимназистов научно проработанные экскурсионные тексты на темы: «О русском судоходстве по Чёрному морю и истории Черноморского флота», «Осада Севастополя и борьба на Малаховом кургане», «История Братского кладбища Севастополя». В дальнейшем поток воспитанников учебных заведений из других губерний Российской империи увеличился. К началу XX века было напечатано не менее 20 наименований путеводителей по Севастополю.
В 1890 году было организовано Севастопольское отделение Крымского горного клуба, которое организовывало пешеходные, экипажные и морские экскурсии в Севастополе и его окрестностях. Также отделение помогало иногородним посетителям получить официальное разрешение для посещения города, так как Севастополь имел статус военной крепости III класса. В 1910 году Российское общество туристов разработало для жителей Европейской части России дальний туристический маршрут в Крым с обязательным посещением Севастополя.
В 1920-е годы, во время НЭП экскурсионные услуги оказывали большое количество различных клубов, кооперативов, артелей, бюро, а также других организаций и частных лиц, но при этом часто экскурсионный материал был на примитивном, поверхностном уровне и не соответствовал советским идеологическим установкам. Поэтому во второй половине 1920-х годов в Севастополе была проведена первая в Крыму кампания по борьбе с «гидизмом» (показом исторических достопримечательностей бессистемно и поверхностно) и контроль перешёл к органам народного просвещения, музейным учреждениям и краеведческим обществам. Научно-методической работой в области экскурсионного дела начали руководить краеведы братья В. П. и П. П. Бабенчиковы, а также профессор археологии К. Э. Гриневич. Севастопольский музей краеведения с 1926 года проводил ежегодные курсы руководителей экскурсий.
В 1930-е годы после создания Всесоюзного добровольного общества пролетарского туризма и экскурсий показ достопримечательностей Севастополя проводился на основе советской идеологии. Местные периодические издания критиковали «культурничество» и «аполитичность» городских экскурсоводов. Вместо «экскурсий в биографии царских адмиралов» предлагалось акцентировать внимание посетителей революционных событиях 1905—1907 и 1917—1918 годов и на современности.
По окончании Великой Отечественной войны важной частью советской концепции исторической памяти стали оборона Севастополя 1941—1942 годов и военная операция по освобождению города, вследствие чего Севастополь стал одним из главных направлений советского мемориального туризма. Через город проходили плановые туристские маршруты всесоюзного значения: «По Западному Крыму», «По Юго-Западному Крыму», «По рубежам обороны Севастополя». Также город был включён в маршруты черноморских круизов для советских граждан и был одним из пунктов назначения железнодорожного туристского маршрута «По городам-героям».
В связи с тем, что Севастополь являлся главной базой Черноморского военно-морского флота СССР его посещение было ограничено 2-3 днями или однодневной экскурсионной программой. Въезд в город для иностранных граждан большую часть времени был запрещён. Отделение «Интуриста» в городе действовало только в 1931—1939 и 1961—1965 годах. Заход иностранных круизных судов в Севастополь был запрещён до начала 1990-х годов. Вследствие лечебный и рекреационный туризм характерные для туризма в Крыму не получали массового развития, а Севастополь становился центром военно-исторического туризма и местом массовой экскурсионной работы для активного патриотического воспитания советских граждан.
До середины 1950-х годов экскурсионная работа в Севастополе находилась в управлении Министерства культуры, со второй половины 1950-х до первой половины 1960-х годов в управлении общества «Знание», далее управление было передано туристско-экскурсионным учреждениям профсоюзов. Севастопольское бюро путешествий и экскурсий было несколько раз признано лучшим как в масштабах Крыма, так и Украинской ССР и СССР, экскурсоводы многократно побеждали на всесоюзных и республиканских смотрах, конкурсах и соревнованиях по профессиональному мастерству. В конце 1980-х годов Севастопольском бюро путешествий и экскурсий работало 440 экскурсоводов. За время своего существования Севастопольское бюро путешествий и экскурсий разработало более 150 экскурсионных тем, существенная часть которых имела историко-патриотическую направленность. В 1977 году Севастопольское бюро путешествий и экскурсий обслужило 3,5 миллиона экскурсантов.
В 1960 году решением Севастопольского городского Совета депутатов трудящихся в городе Севастополе была открыта Детская экскурсионно-туристская станция, в 1978 году переименована в Станцию юных туристов, в 1990 году переименовано в Центр детского и юношеского туризма и экскурсий, в 2015 году переименовано в государственное бюджетное образовательное учреждение дополнительного образования города Севастополя «Севастопольский центр туризма, краеведения, спорта и экскурсий учащейся молодёжи».
Также при городском комитете комсомола работало бюро молодёжного туризма «Спутник». В рамках Всесоюзной туристской экспедиции советской молодёжи «Моя Родина — СССР» Севастополь был одним городов, на территории которого располагались, объекты (Музей героической обороны и освобождения Севастополя, Музей Краснознамённого Черноморского флота, Херсонесский историко-археологический заповедник) посещение которых давало право на получение бронзовых, серебряных и золотых значков «Моя Родина — СССР».
В 2014 году было обслужено более 250 тысяч туристов и более 1 млн 640 тысяч экскурсантов. Также, ежегодно Севастополь посещает свыше 100 тысяч иностранных туристов более чем из 45 стран мира. Поступления в бюджет города от туристической отрасли составили 668 млн рублей.
Постановлением Правительства Севастополя от 07.11.2016 № 1050-ПП была утверждена государственная программа «Развитие культуры и туризма г. Севастополя на 2017—2020 годы». В 2017 году Законодательным Собранием города Севастополя был принят Закон города Севастополя от 4 апреля 2017 года № 333-ЗС «О туризме и туристской деятельности в городе Севастополе».
В 2017 году начался проект «Карта гостя Крыма и Севастополя» — CityPass, в рамках которого предоставляется скидки или бесплатный доступ на объектах индустрии гостеприимства, в музеях пакетных турах с сопровождением проживанием и питанием. В Севастополе партнёрами проекта являются Панорама обороны Севастополя, Диорама «Штурм Сапун-горы 7 мая 1944 года», Херсонес Таврический, Музей Севастопольского подполья, Константиновский равелин, Музей истории Балаклавы.
В 2019 году Севастополь посетили более миллиона туристов.

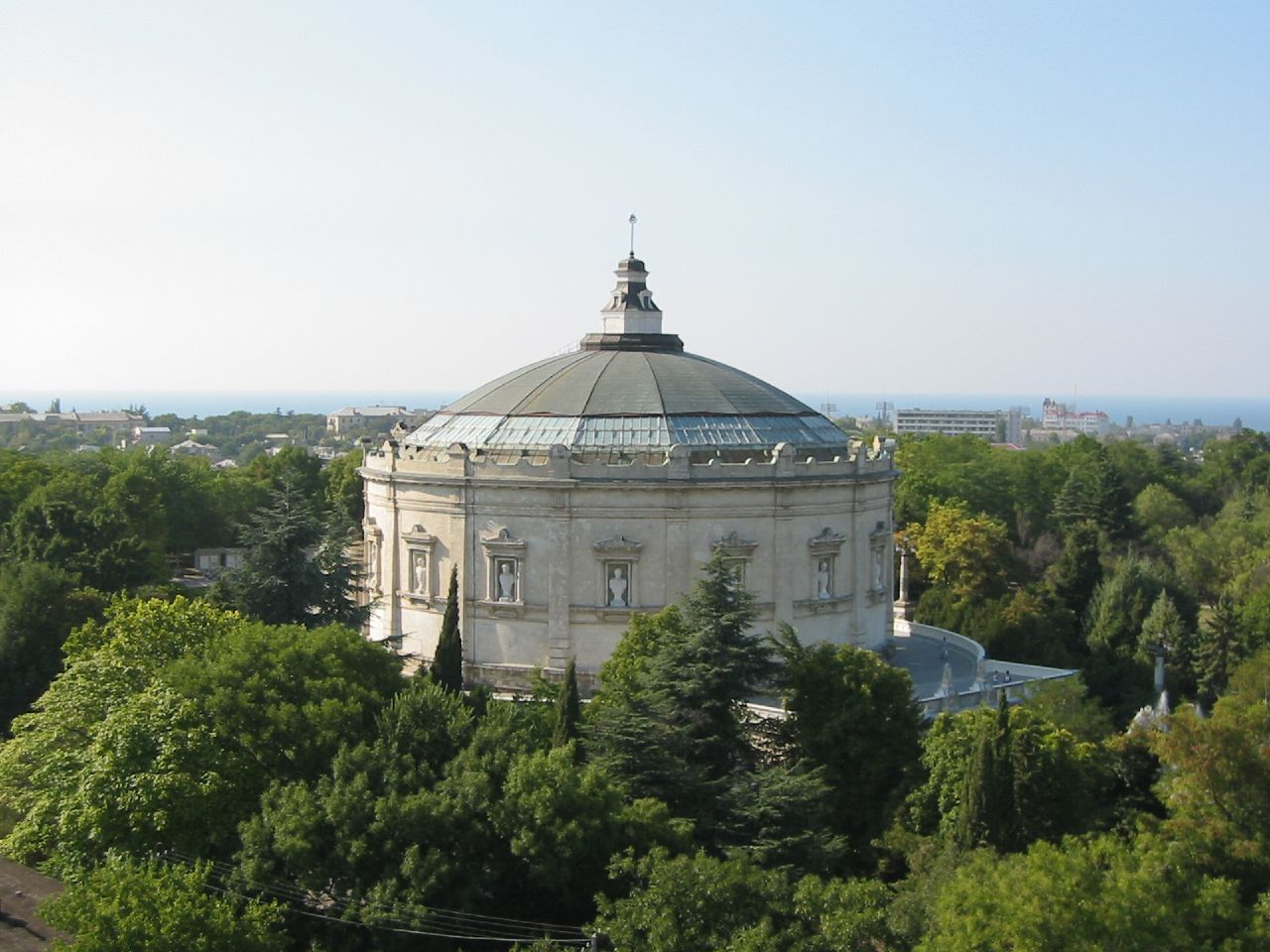
Панорама «Оборона Севастополя 1854—1855 годов»
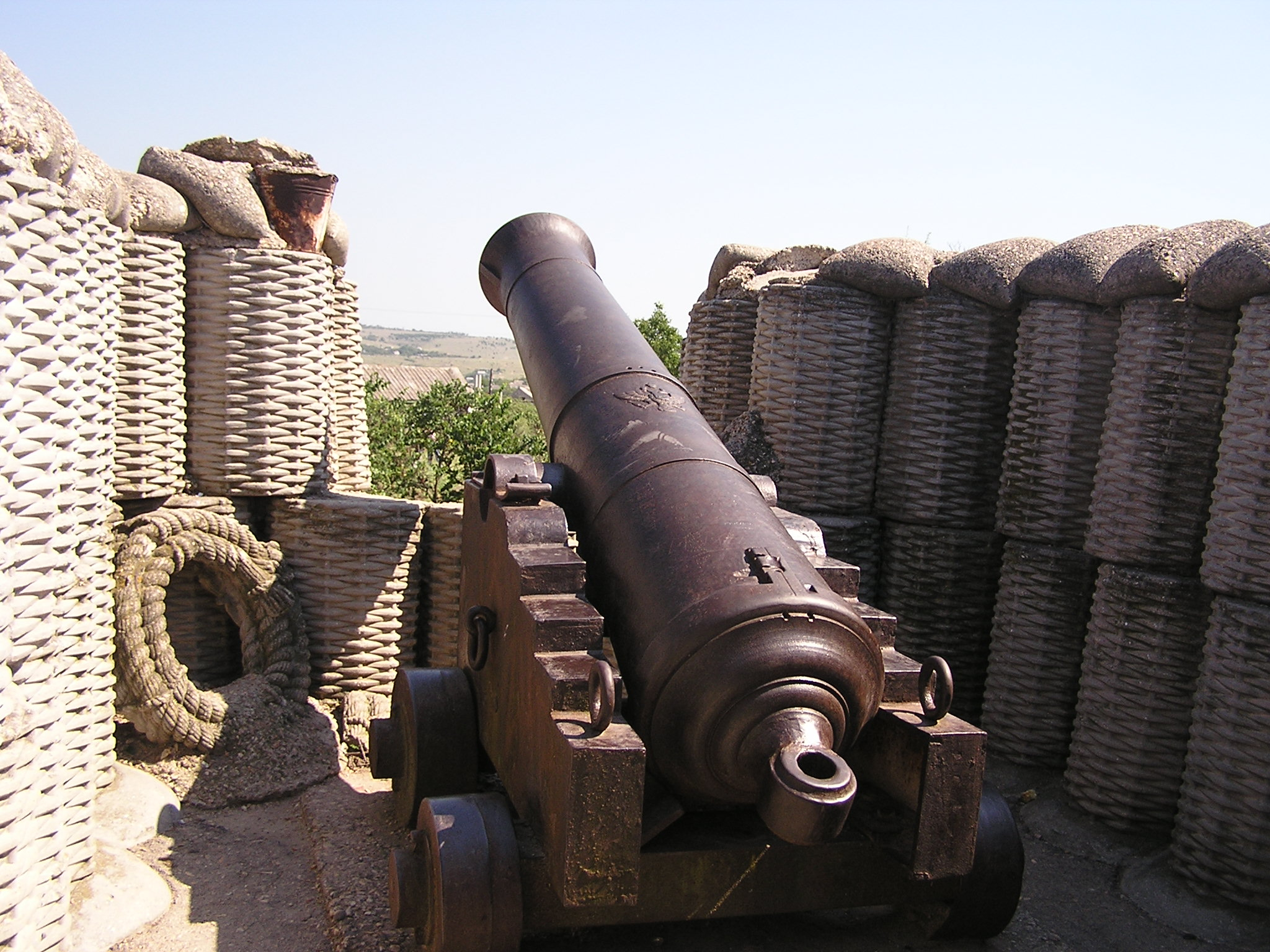
Четвёртый бастион
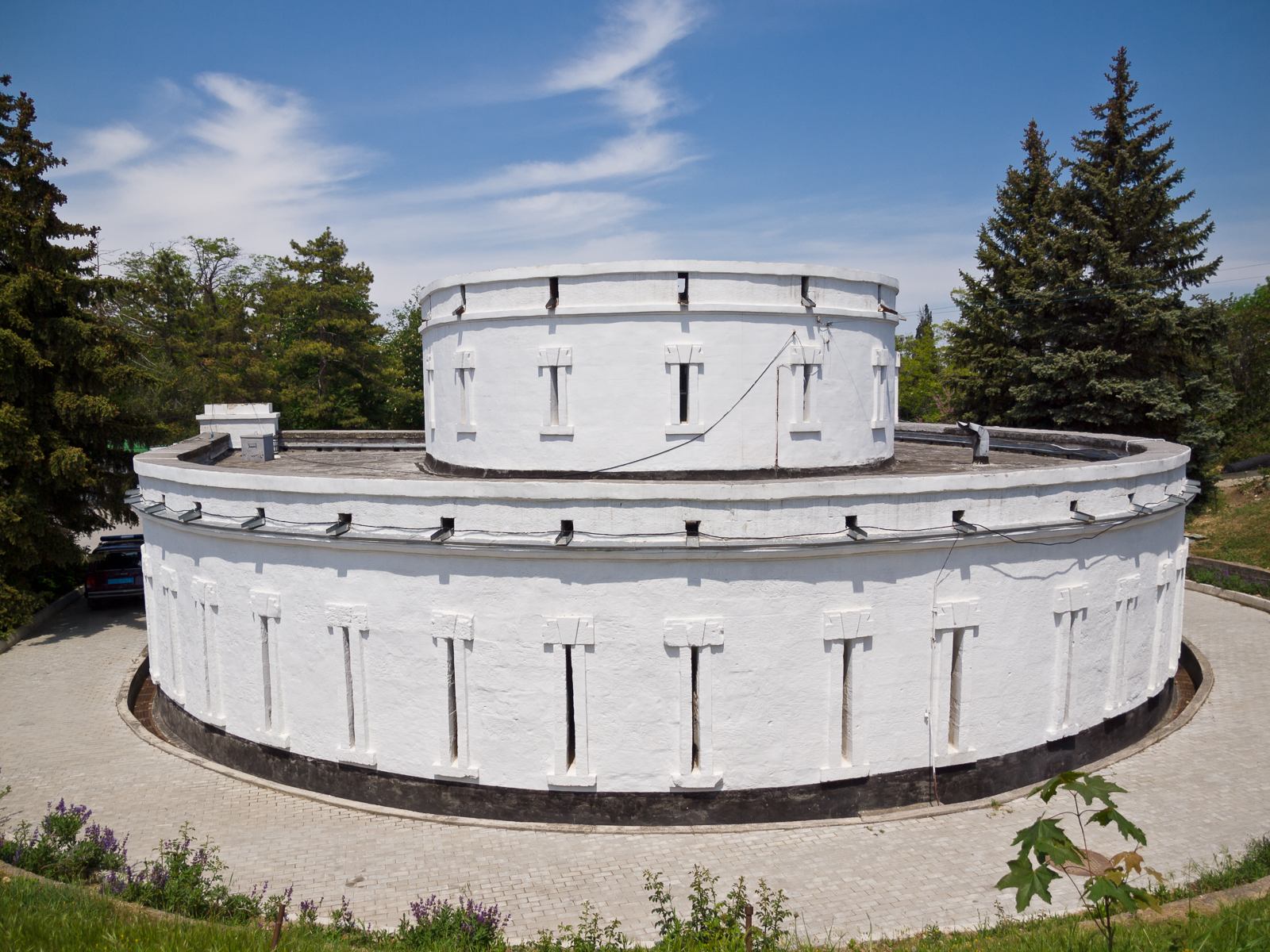
Оборонная башня Малахова кургана
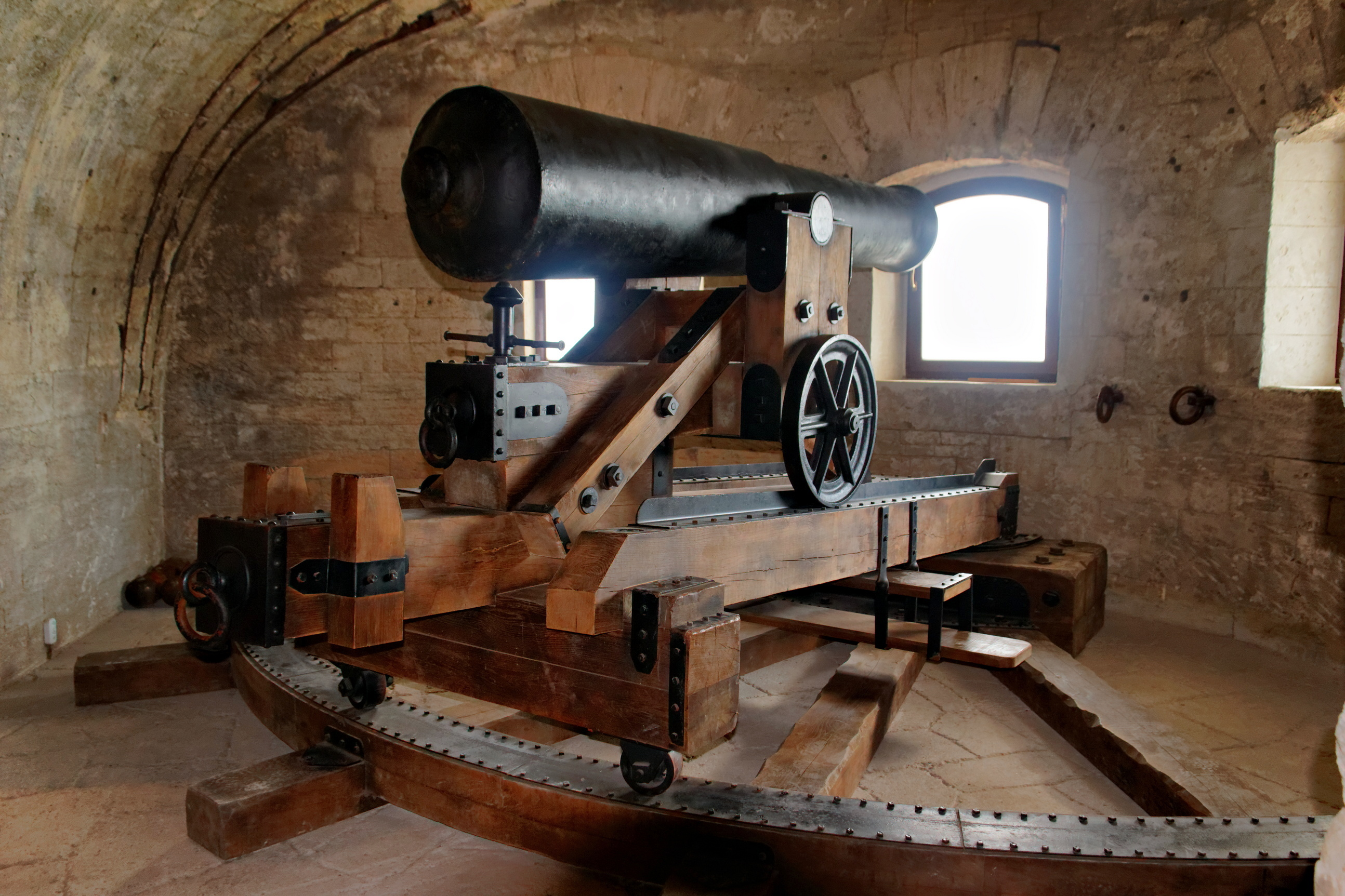
Военно-морской музей «Михайловская батарея»

## Инфраструктура

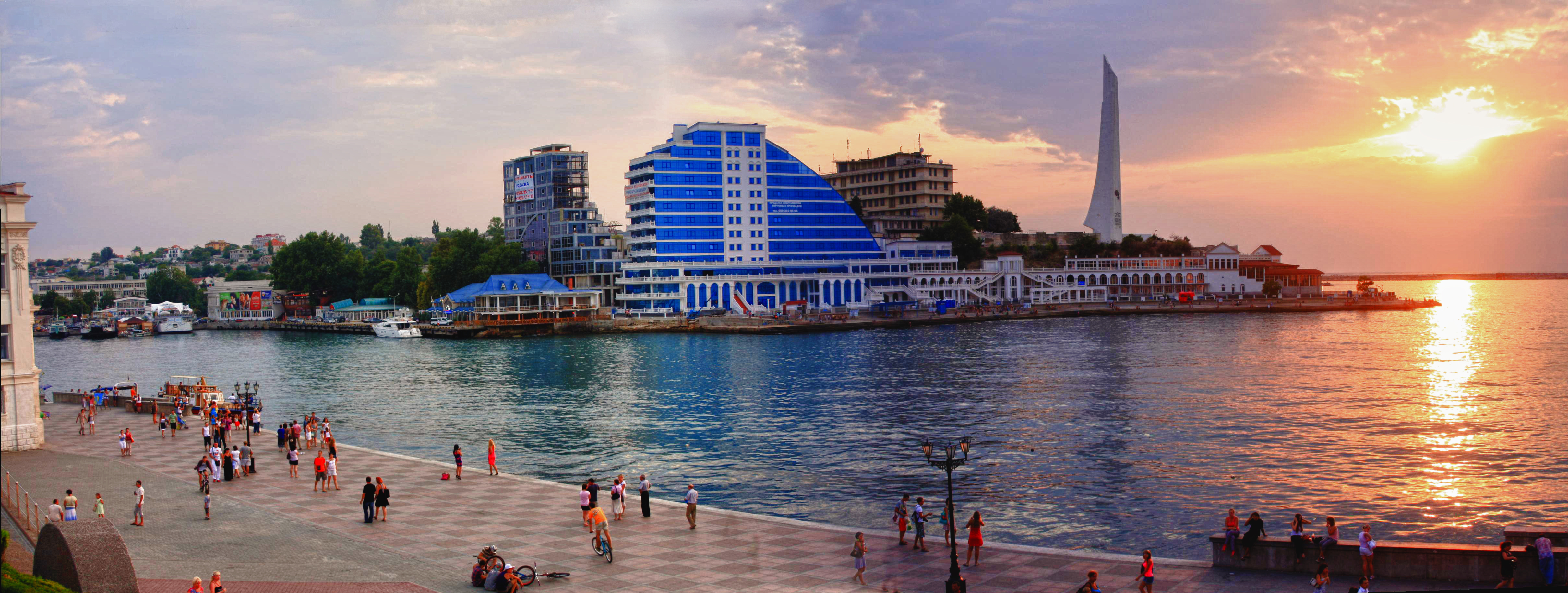
Набережная Севастополя

На территории «Большого Севастополя» инфраструктурная туристская освоенность развита неравномерно. Туристская инфраструктура наиболее развита в прибрежной зоне Севастопольской бухты, на юге Гераклейского полуострова, в Балаклаве и Орловке, что в целом совпадает с районами исторического освоения и максимально плотной городской застройки. По доминирующему типу туристской деятельности можно выделить 25 ядер туристско-рекреационных центров, наиболее обеспеченных объектами туристской инфраструктуры. В прибрежной зоне находятся до 10 ядер рекреационного туризма. В центральной части города, Балаклаве и Инкермане расположены 4 ядра культурно-познавательного туризма. В урбанизированной части города выделяются 2 относительно крупных по площади ядра, в которых преобладает рекреационный туризм и имеются коллективные средстве размещения.
В зависимости от преобладающего вида туризма и степени развития туризма можно выделить следующие туристско-рекреационные районы: культурно-познавательного и рекреационного туризма (57,8 км²), рекреационного туризма (34,2 км²), экологического туризма (27,1 км²), культурно-познавательного и гастрономического туризма (1 км²).
В ряде вузов Севастополя можно получить туристическое образование. Так в Севастопольском филиале РЭУ им. Г. В. Плеханова действует кафедра менеджмента, туризма и гостиничного бизнеса. В Севастопольском государственном университете обучают по направлениям подготовки (специальности) 43.03.02 «Туризм», 49.03.03 «Рекреация и спортивно-оздоровительный туризм», с 2001 года открылось направление по профилю «Управление событиями и деловой туризм».

### Гостиницы и оздоровительные учреждения
По состоянию на 2019 год на территории Севастополя находилось 2528 единиц коллективных средств размещения. Из них: меблированные комнаты — 1834, гостиницы и мини-гостиницы — 148, кемпинги — 5, детские, молодёжные — 4, пансионаты — 16, коттеджи — 521. Кроме того, неорганизованные туристы могут остановиться в индивидуальных частных средствах размещения, количество которых превышает все остальные объекты размещения. Точное их количество оценить затруднительно, так как они не поддаются учёту и не облагаются налогом.
Курортно-оздоровительные учреждения: пансионат «Атлантус», пансионат «Изумруд», база отдыха «Изумруд-2», база отдыха «Дельфин», оздоровительный комплекс «Альбатрос», туристический комплекс «Звёздный Берег», туристический комплекс «Любоморье», туристический комплекс им. А. В. Мокроусова, санаторий-профилакторий «Строитель», санаторий-профилакторий «Чембало», туристический комплекс «Севастополь»(Радиогорка), пансионат «Севастополь» (район бухты Омега).
Детские оздоровительные учреждения: детский санаторно-оздоровительный центр «Ласпи», детский лагерь «Альбатрос», детский лагерь «Атлантика», детский лагерь «Атлантус», детский лагерь «Горный», детский лагерь «Нахимовец», детский лагерь «Омега», детский лагерь «Радость», детский лагерь «Чайка», спортивно-оздоровительный лагерь «Горизонт», лагерь труда и отдыха «Прибой»

### Музеи
- Севастопольский военно-исторический музей-заповедник, в состав которого входят следующие объекты[10]:
  - Мемориальный комплекс памятников обороны города в 1854—1855 годах «Исторический бульвар»[11]
  - Панорама «Оборона Севастополя 1854—1855 гг.»,
  - Ансамбль мемориального комплекса памятников обороны города в 1854—1855 гг., 1941—1944 гг. «Малахов курган»
  - Оборонительная башня Корниловского бастиона[12]
  - Ансамбль мемориального комплекса «Сапун-гора»
  - Диорама «Штурм Сапун-горы 7 мая 1944 г.»,
  - Дом-музей севастопольского подполья 1942—1944 гг.,[13]
  - Собор Св. Равноапостольного князя Владимира — усыпальница выдающихся флотоводцев-адмиралов
  - Культурно-выставочный центр Музея в здании бывшего кинотеатра «Украина».
- Севастопольский художественный музей имени М. П. Крошицкого;
- Музейный историко-мемориальный комплекс «35-я береговая батарея»[14].
- Аквариум-музей Института биологии южных морей;
- Национальный заповедник «Херсонес Таврический»;
- Военно-исторический музей Черноморского флота Российской Федерации.
- Военно исторический музей фортификационных сооружений, имеет филиалы:
  - Музейный комплекс «Михайловская батарея»,
  - Балаклавский подземный музейный комплекс — подземная база подводных лодок.
- Севастопольский краеведческий музей — содержит несколько диорам («Степь», «Околоводный ландшафт», «Чёрное море»), чучела крупных животных региона.

### Памятники Севастополя
В Севастополе более 2000 памятников, в том числе археологии — 246, истории — 1365, монументального искусства — 27, архитектуры и градостроительства — 293 памятника, 394 памятника периода Великой Отечественной войны, 24 братских кладбища, 45 братских могил, захоронений периода Крымской войны — 671, индивидуальных захоронений, за пределами некрополей — 37, могил воинов интернационалистов — 14.

### Прочие объекты
Объекты туристской аттракции включают в себя: 53 пляжа, обслуживающихся ГУПами, и 52 неосвоенных («диких») пляжа. Протяжённость пляжей составляет около 49 км; 57 парковых зон (скверов, аллей, парков); 3 торгово-развлекательных комплекса; 6 театров (включая детские театры); 6 кинотеатров; 14 особо охраняемых природных территорий; 10 яхтклубов; 10 дайвинг-центров.

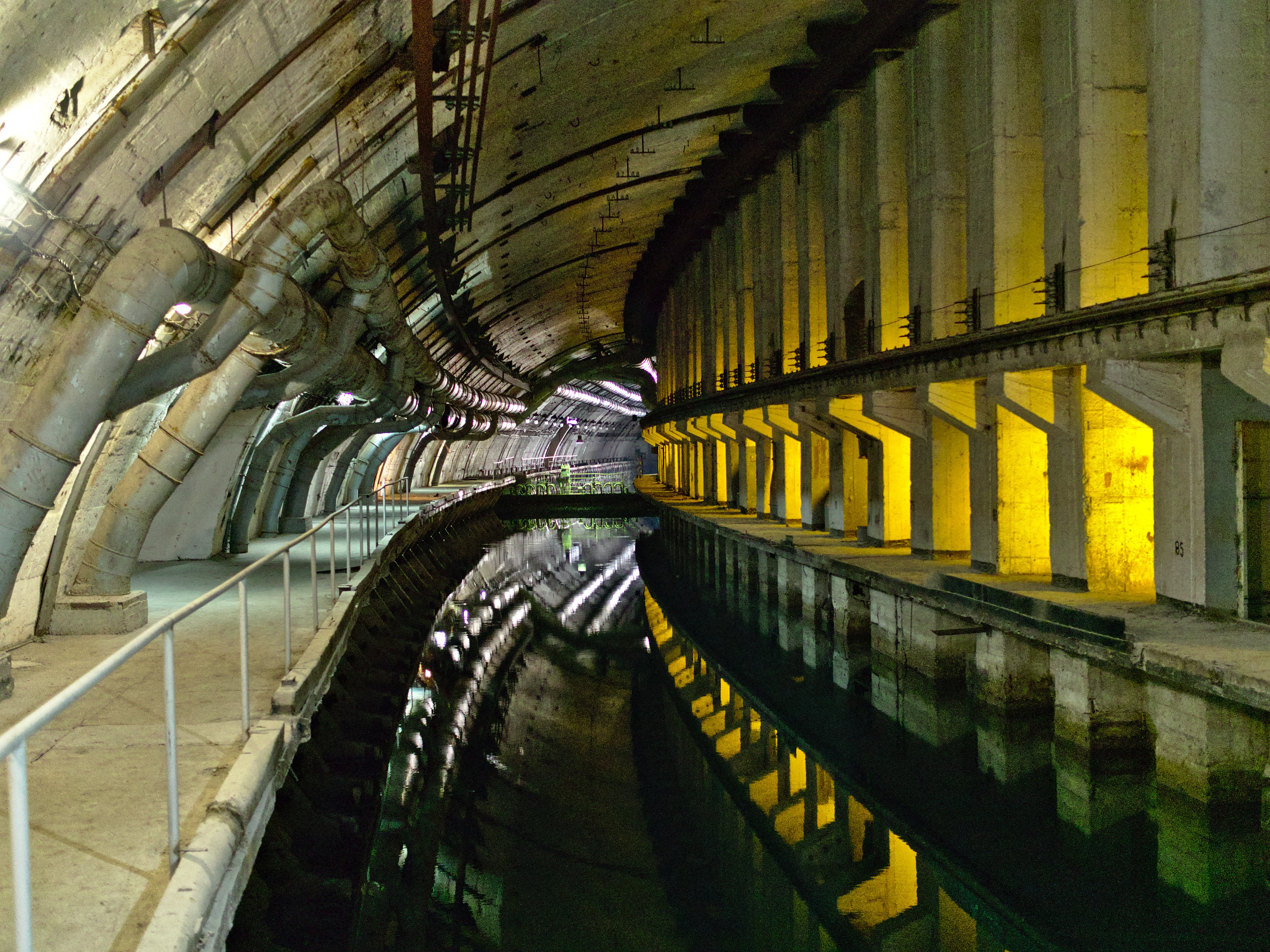
Объект 825 ГТС — бывшая подземная база подводных лодок в Балаклаве, секретный стратегический военный объект СССР времён холодной войны
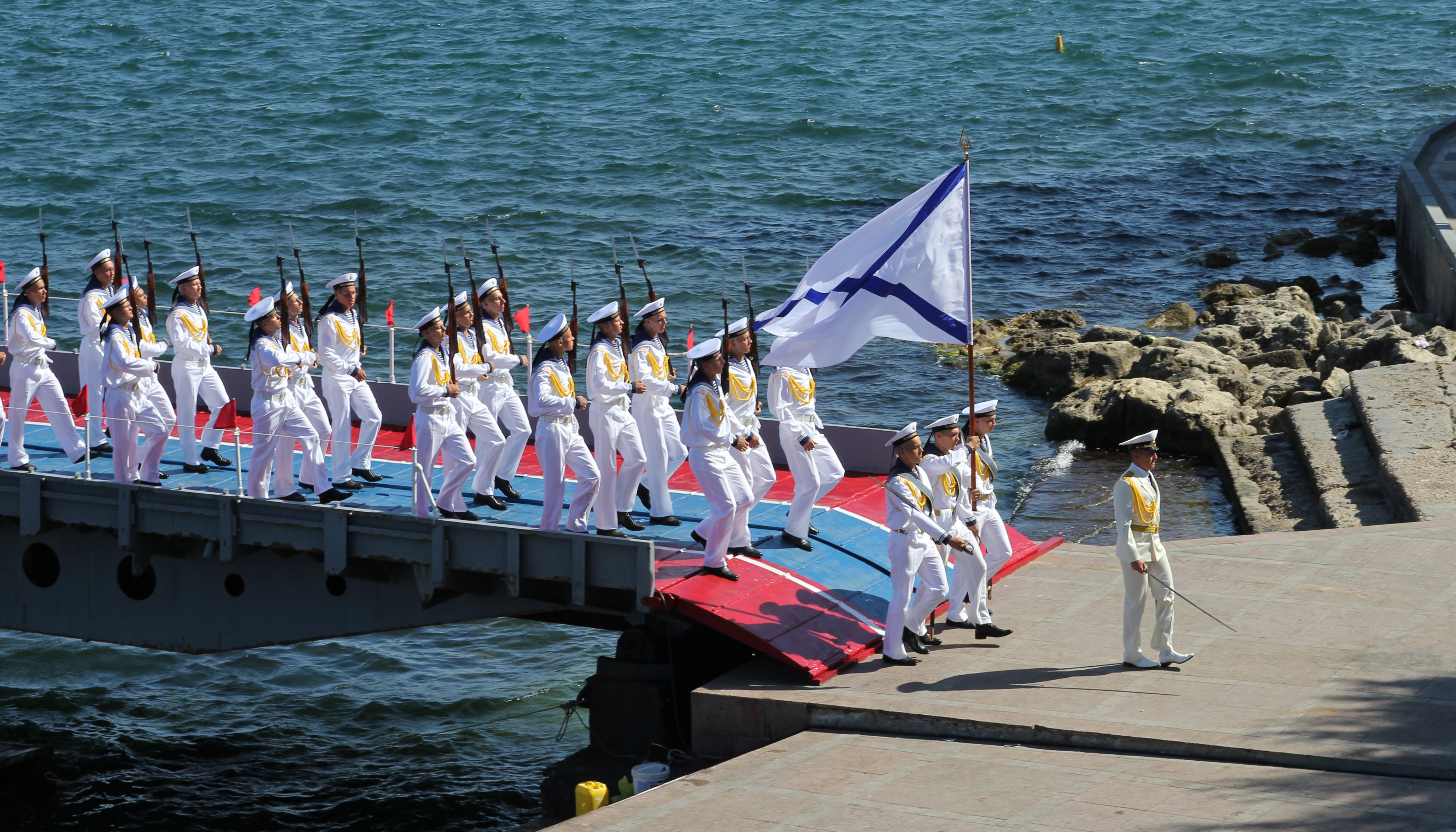
День Военно-Морского Флота в Севастополе
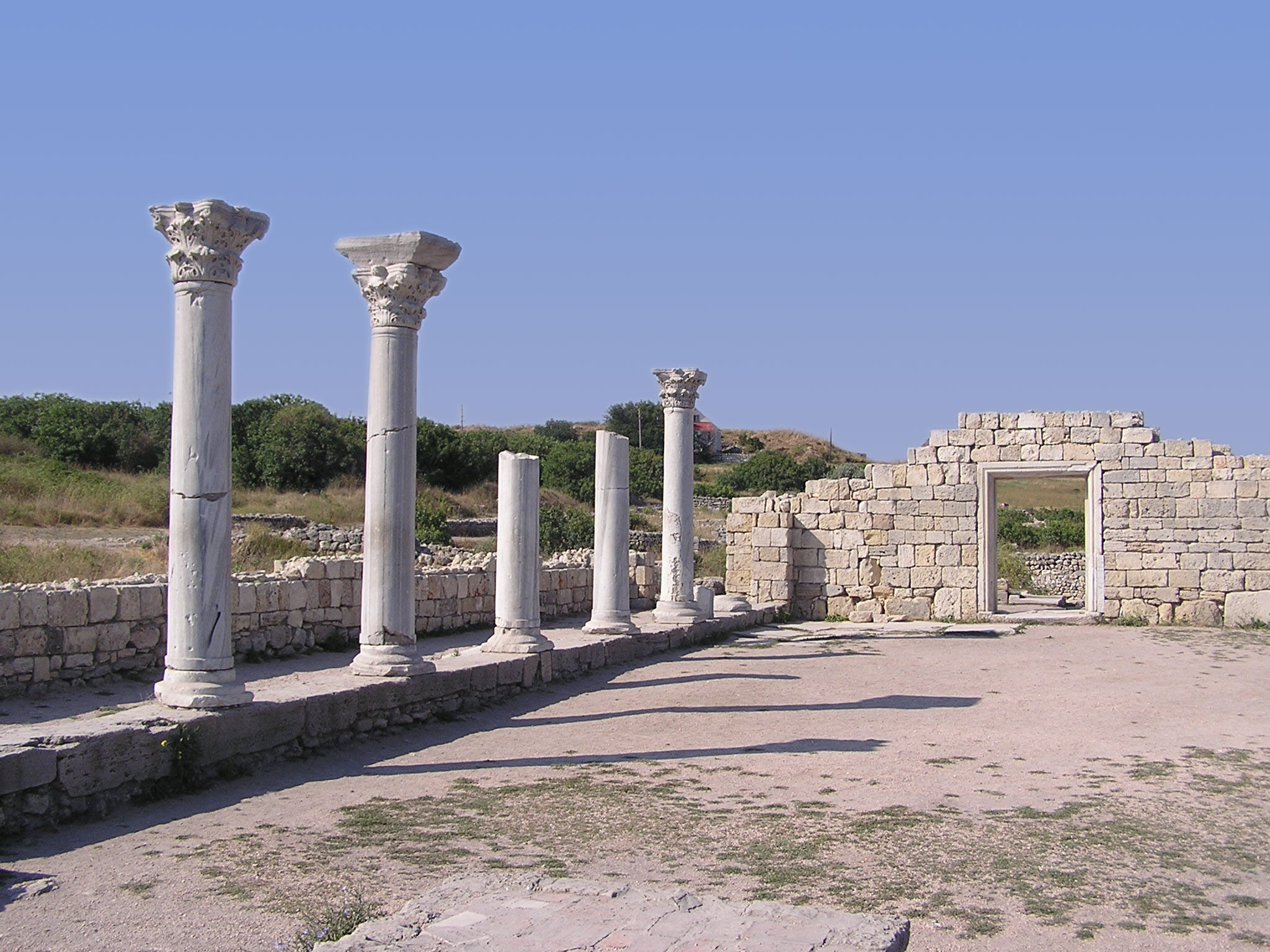
Херсонес Таврический. Базилика 1935 года
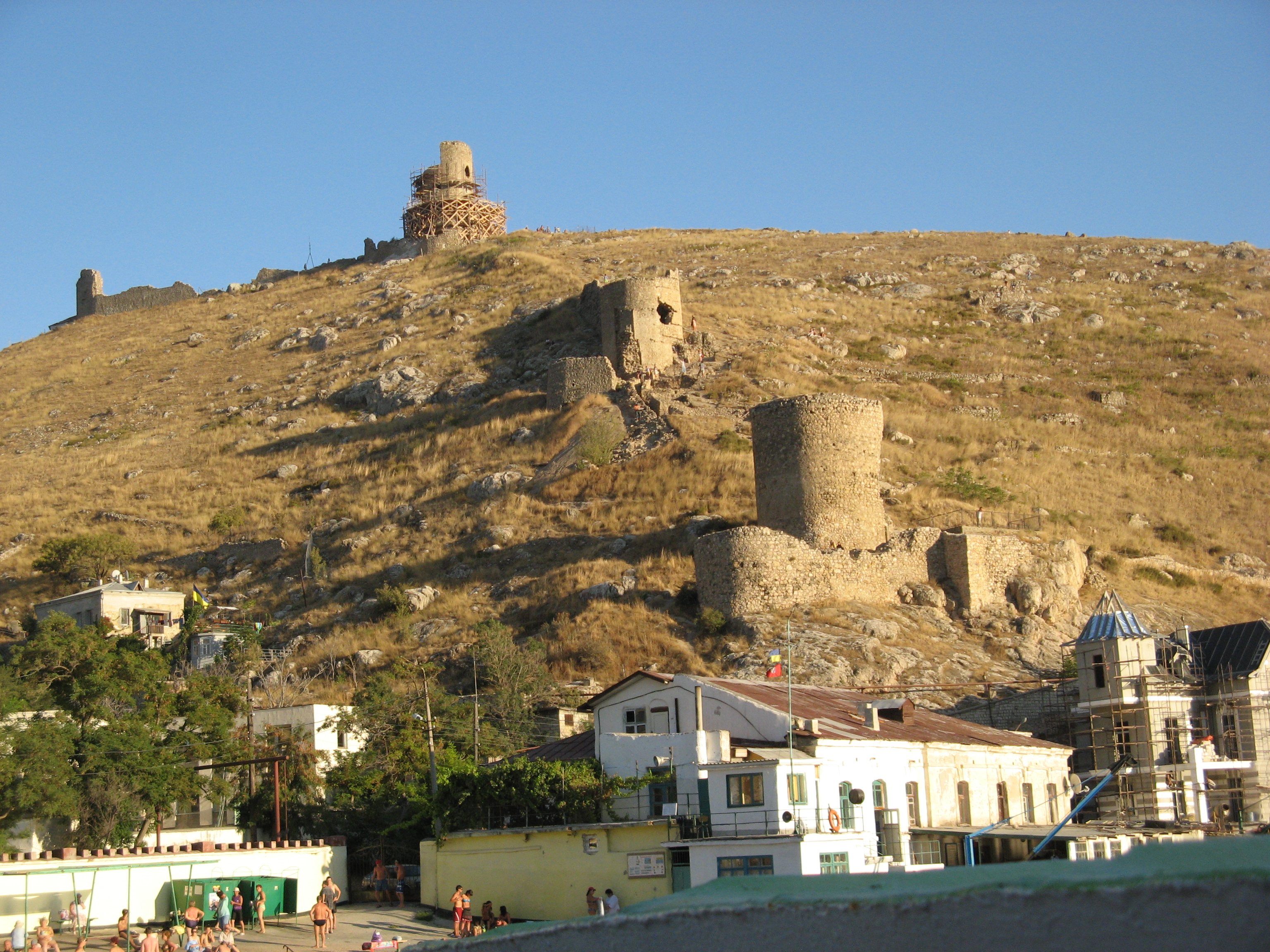
Чембало  — генуэзская крепость на территории Балаклавы

## Виды туризма в Севастополе

### Яхтенный туризм
В Севастополе по состоянию на 2012 год действовало 7 яхт-клубов. В акваториях города проводятся парусные фестивали, регаты и конференции, до 2014 года также проводились Всеукраинская Черноморская ралли-регата «Sitronics Intellect Cup», Черноморское яхтенное ралли «Кайра», организатором которого выступала турецкая парусная марина «Атакой».
В Балаклаве достаточно развита инфраструктура для яхтенного туризма и находится несколько яхт-клубов. На западном берегу Балаклавской бухты работает яхт-клуб «Мрия», в котором есть возможность постоянной стоянки и зимовки моторных, парусно-моторных судов длиной до 30 метров, с возможностью встать на два якоря. Причалы яхт-клуба круглосуточно охраняются дежурно-вахтенной службой и системой видеонаблюдения, оснащены сертифицированными донными якорями по 5 тонн, обеспечены питьевой водой электропитанием. Также в Балаклавской бухте работает яхтенная марина «Золотой Символ».
В 2017 году Президент Российской Федерации Владимир Путин поручил благоустроить район Балаклавской бухты, включая строительство яхтенной марины (градостроительная модель, включающая в себя акваторию, участок суши, причалы, стоянки, эллинги и основной комплекс зданий и сооружений). В 2019 году исполняющая обязанности заместителя губернатора Севастополя Мария Литовко, курирующая в то время проект создания яхтенной марины в Балаклаве на VII международном морском бизнес-форуме озвучила предложения, направленные на развитие яхтенного туризма в регионе. В программу строительства яхтенной марины входят реконструкция гидротехнических сооружений, дноуглубление, дноочищение, благоустройство набережной, инженерные сети, создание паркинга на 600 мест, открытого амфитеатра на 2000 мест, гостиниц, и рекреационного комплекса, реконструкция и реставрация зданий, которые в дальнейшем войдут в комплекс яхтенной марины. Однако, в 2019 году Владимир Путин сообщил, что строительство яхтенной марины откладывается из-за необходимости строительства большого числа инфраструктурных объектов.

### Событийный туризм
Самым большим и торжественным праздником, на который в Севастополь приезжают тысячи туристов является День Военно-Морского Флота, который отмечается ежегодно в последнее воскресенье июля. Город входит в топ городов России. День ВМФВ рамках праздника посетители могут увидеть парад кораблей в акватории Севастопольской бухты с демонстрацией слаженных действий и возможностей Черноморского флота России, военно-спортивное шоу, а также посетить боевые корабли.
Также большой популярностью пользуются военно-исторические реконструкции: рыцарские турниры у генуэзской крепости Чембало, реконструкции боёв Крымской войны в Долине смерти у Балаклавы и на историческом бульваре Севастополя, военизировано-театрализованный праздник «Знамёна Славы» на Сапун-горе.
В Севастополе и в селе Первомайское на горе Федюхины высоты проводится Крымский военно-исторический фестиваль. На фестиваль съезжаются представители около 150 реконструкторских клубов из России и зарубежья, чтобы показать оружие, одежду, технику разных исторических эпох, провести мастер-классы по ремёслам, театрализованные шествия и реконструкции сражений.
В 2015 году Второй Крымский туристский форум «Духовные нити России в городе двух оборон» стал победителем в номинации «Туристическое событие деловой направленности» национальной премии «Russian Event Awards», которая является отраслевой наградой и присуждается по итогам открытого конкурса проектов за достижения в области развития индустрии событийного туризма.
В 2018 году Севастополь занял 11-е место в «Золотой лиге» национального рейтинга событийного туризма. В этом году городские культурно-массовые мероприятия посетило 1,8 миллиона человек.

### Инвалидный туризм
Для людей с ограниченными возможностями здоровья разработана программа экскурсионных маршрутов по Севастополю. Для людей с нарушением зрения ряд музеев оборудованы тактильными экспонатами и рельефными картами. Посетители во время экскурсии могут прикоснуться к экспонатам, а рассказы экскурсоводов построены на подробном описании объектов и предметов. Также ряд музеев адаптированы для посещения людьми с нарушением слуха — они ориентированы на визуальное восприятие, экскурсии в этих музеях предполагают использование специальной гарнитуры. Разработаны экскурсионные маршруты для людей с нарушением опорно-двигательного аппарата, ряд музеев адаптированы для посетителей с ограниченной подвижностью.

### Винный туризм
Ежегодно в сентябре недалеко от винодельни «Золотая Балка» проходит крупнейшая в Крыму выставка-презентация винодельческой продукции WineFest, которая включает в себя дегустацию молодого вина, мастер-классы, конкурсы, интерактивные презентации, а также командную битву виноградом. В 2019 году фестиваль посетило 25 тысяч человек.
Для улучшения туристической привлекательности и винодельческой отрасли создан проект «Терруар Севастополь». В рамках этого проекта Ассоциацией виноградарей и виноделов Севастополя при поддержке правительства города разработан кольцевой маршрут «Винная дорога», в который входят винодельческие предприятия, рестораны, гостиницы и туристические объекты. За несколько дней туристы на этом маршруте посещают от 1-го до 12 винных предприятий, среди которых «Инкерман», «Золотая балка», винодельня Олега Репина, UPPA Winery, винный клуб «Бельбек». Посещения предполагают экскурсию на завод с дегустацией вин. Протяжённость маршрута составляет 70 километров.

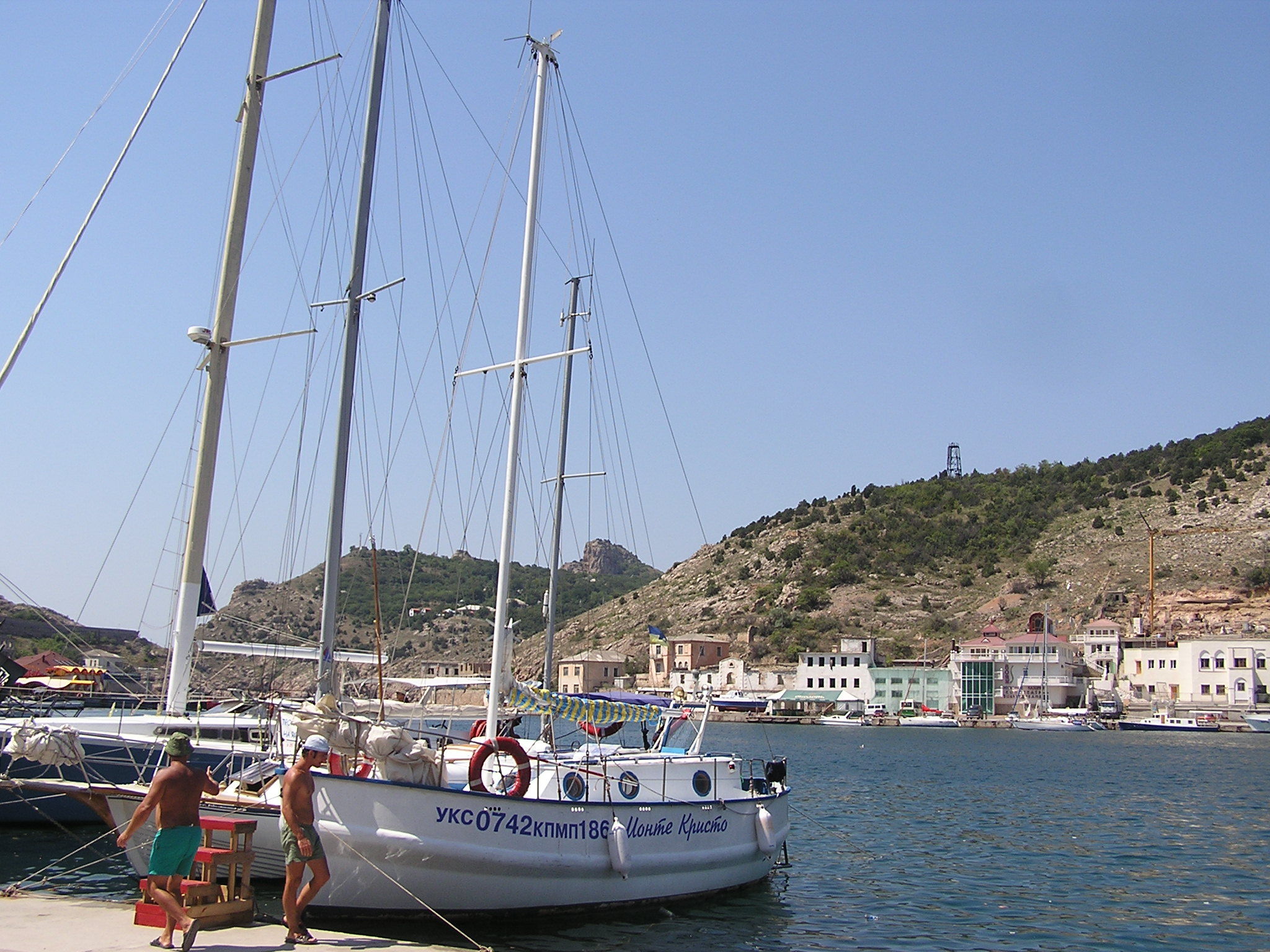
Яхты в Балаклавской бухте
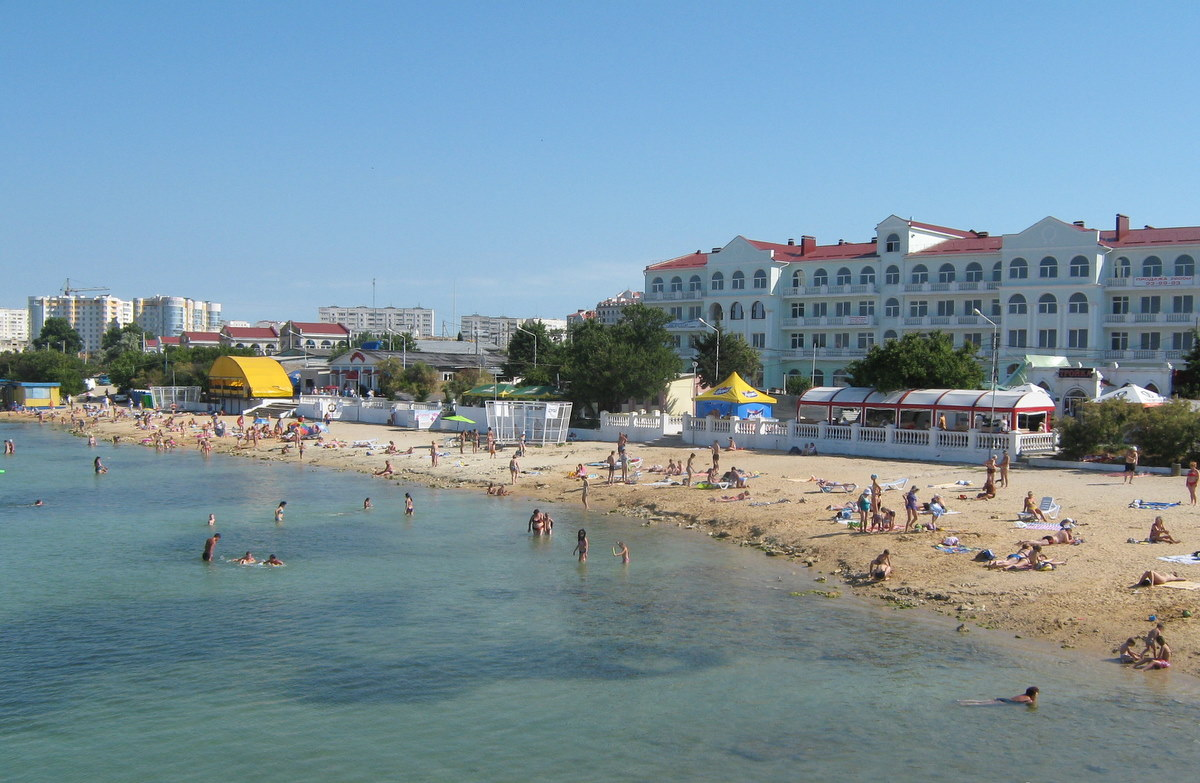
Пляж «Омега» в Гагаринском районе
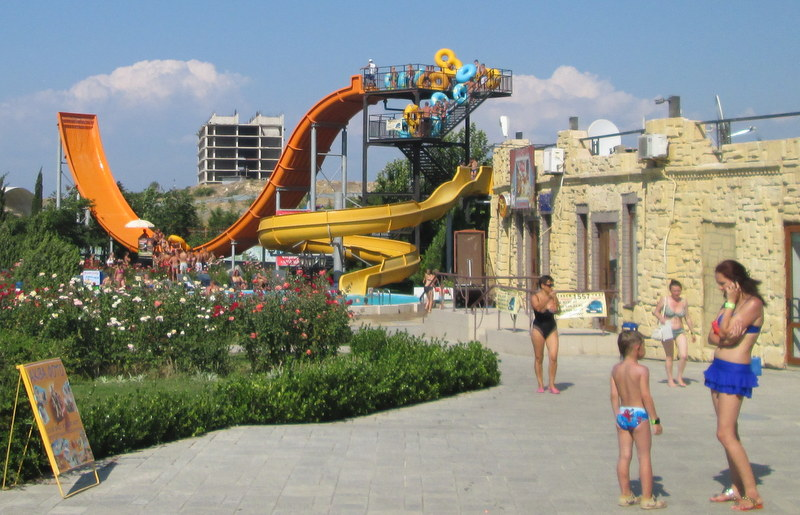
Аквапарк «Зурбаган»
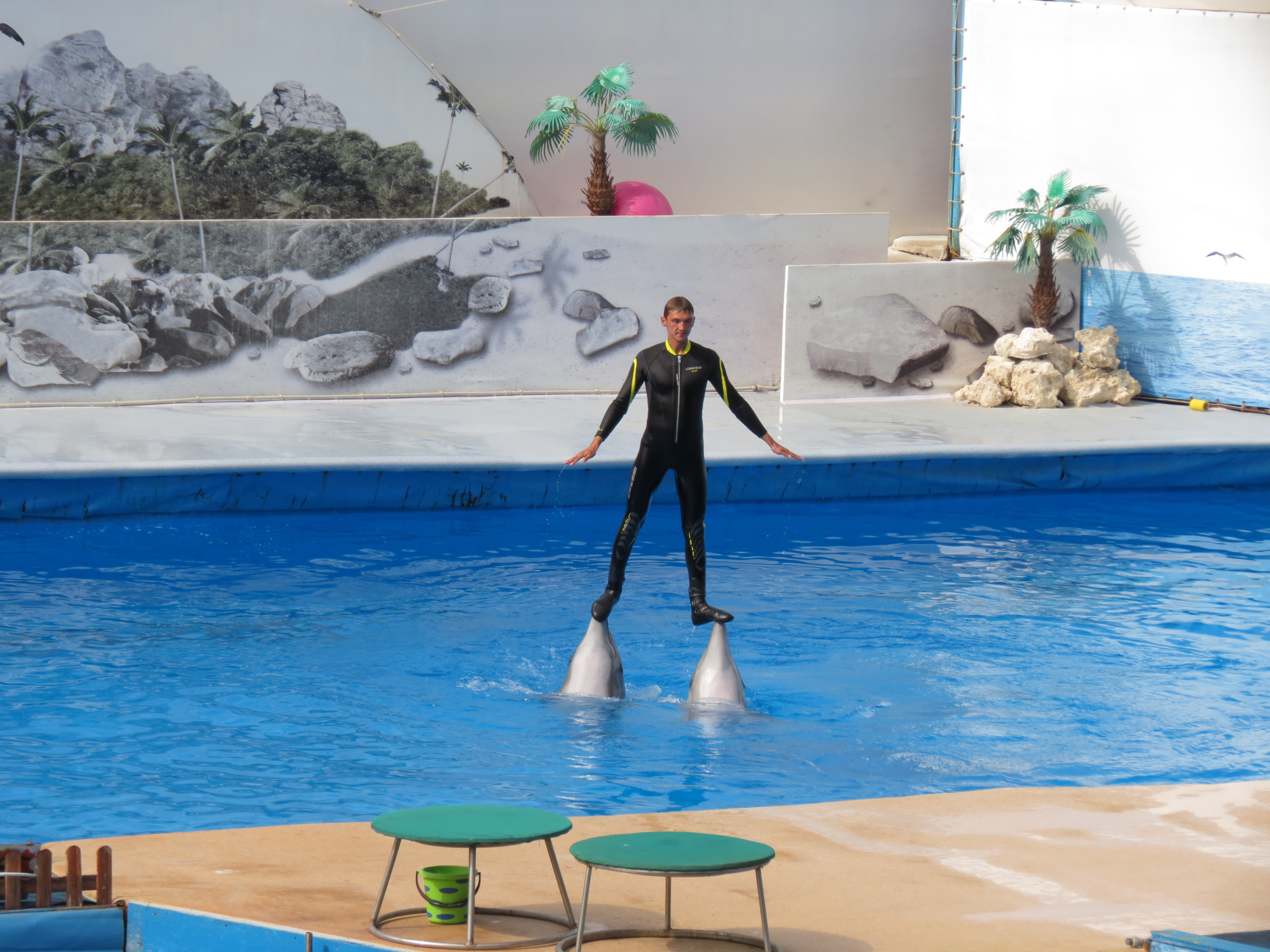
Севастопольский дельфинарий